# Astragalus corrugatus
Astragalus corrugatus là một loài thực vật có hoa trong họ Đậu. Loài này được Bertol. miêu tả khoa học đầu tiên.